# Bistum Anlong
Das Bistum Anlong (lat.: Dioecesis Nganlomensis) ist ein römisch-katholisches Bistum mit Sitz in Anlong in der Volksrepublik China.

## Geschichte
Papst Pius XI. gründete mit dem Breve Quae catholico die Apostolische Präfektur Lanlung am 16. Februar 1922 aus Gebietsabtretungen der Apostolischen Vikariate Kuiceu und Canton. Am 27. April 1927 wurde die Präfektur in den Rang eines Apostolischen Vikariats erhoben. 
Mit der Apostolischen Konstitution Quotidie Nos wurde es am 11. April 1946 zum Bistum erhoben. Im Jahr 1999 hat die chinesische Regierung die Diözesen Anlong, Guiyang und Shiqian zur Diözese Guizhou mit Sitz in der Stadt Guiyang vereinigt.

## Ordinarius

### Apostolischer Präfekt von Lanlung
- Alexandre-François-Marie Carlo M.E.P. (22. November 1922–27. April 1927)

### Apostolischer Vikar von Lanlung
- Alexandre-François-Marie Carlo MEP (27. April 1927 – 11. April 1946)

### Bischof von Anlong
- Alexandre-François-Marie Carlo MEP (11. April 1946 – 26. Januar 1952)